# أوتو فريتر بيكو
أوتو فريتر بيكو (2 فبراير 1893 - 30 يوليو 1966) جنرالًا في الفيرماخت خلال الحرب العالمية الثانية حيث تولى قيادة عدة فرق. تلقى وسام الفارس الصليبي الحديدي لألمانيا النازية. استسلم للقوات البرازيلية في أبريل 1945 وظل رهن الاحتجاز حتى عام 1948 عندما تقاعد وذهب للعيش في سويسرا. توفي فريتر بيكو في عام 1966.

## الجوائز والديكورات
- الصليب الحديدي (1914) الدرجة الثانية (25 مارس 1915) والدرجة الأولى (8 ديسمبر 1917) [1]
- الدرجة الثانية لوسام الفارس مع السيوف (13 نوفمبر 1916)
- وسام الشرف من الدرجة الثالثة لهاوس أوردر أوف هوهنزولرن بالسيوف (أبريل 1918)
- مشبك الصليب الحديدي (1939) 2nd Class (28 September 1939) & 1st Class (22 June 1941)
- شارة الانقضاض العامة بالفضة (30 سبتمبر 1941)
- الصليب الألماني بالذهب في 11 ديسمبر 1941 في دور أوبرست في فوج المدفعية 297 [2]
- وسام الفارس الصليبي الحديدي في 12 ديسمبر 1944 برتبةجينيرال لوتنانت وقائد فرقة المشاة 148 [3]

### اقتباسات
1. ↑  Wegmann 2010, p. 172.
2. ↑  Patzwall & Scherzer 2001, p. 122.
3. ↑  Scherzer 2007, p. 318.